# Hans-Otto Budde

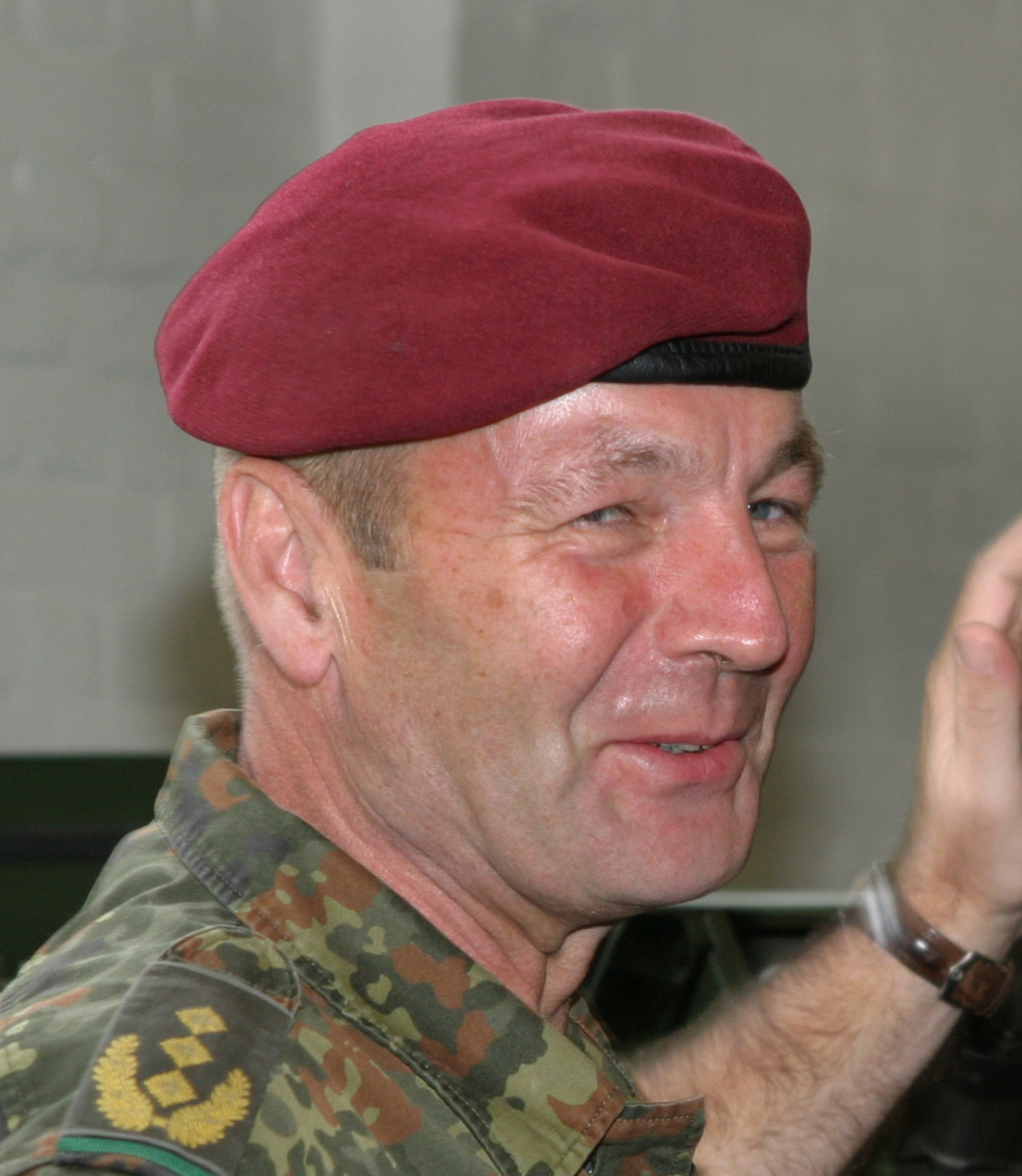
Generalleutnant Budde (2006)

Hans-Otto Budde (* 6. März 1948 in Kirchohsen) ist ein Generalleutnant a. D. des Heeres der Bundeswehr und war von März 2004 bis zum 24. März 2010 der 17. Inspekteur des Heeres.

## Militärische Laufbahn

### Ausbildung und erste Verwendungen
Budde trat nach dem Abitur am 3. Oktober 1966 als Offizieranwärter Fallschirmjäger in den Dienst der Bundeswehr und diente zuerst beim Fallschirmjägerbataillon 313 in Wildeshausen. Bis 1972 absolvierte er die Offizierausbildung an den Heeresoffizierschulen in Hamburg, Hannover und München und wurde im April 1969 zum Leutnant befördert. Von 1969 bis 1974 diente er im selben später in Fallschirmjägerbataillon 272 umbenannten Bataillon als Zugführer und Nachrichtendienstoffizier (S2). Im Anschluss daran übernahm er bis 1978 als Kompaniechef die 3. Kompanie des Wildeshausener Bataillons. Während dieser Verwendung wurde er im April 1975 zum Hauptmann befördert.
Von 1978 bis 1980 absolvierte Budde den 21. Generalstabslehrgang Heer an der Führungsakademie der Bundeswehr in Hamburg und diente danach für zwei Jahre als Stabsoffizier für Militärisches Nachrichtenwesen (G2) im Stab der 1. Luftlandedivision in Bruchsal. Dabei wurde er im Oktober 1981 zum Major befördert. Von 1982 bis 1983 besuchte Budde in den Vereinigten Staaten den amerikanischen Generalstabslehrgang am Combined General Staff College in Fort Leavenworth, Kansas.
Zurück in Deutschland übernahm Budde von 1983 bis 1986 den Posten des Operationsstabsoffizier (G3) im Stab der Panzergrenadierbrigade 31 in Oldenburg. Im Mai 1986 wurde Budde zum Oberstleutnant befördert, übernahm das Kommando über das Panzergrenadierbataillon 82 in Lüneburg und führte dieses bis 1988. Nach dieser Truppenverwendung folgte eine zweijährige Dienstzeit im Bundesministerium der Verteidigung in Bonn, hier diente er von 1988 an als Referent im Führungsstab der Streitkräfte (FüS) und in der Personalabteilung (P III) des Bundesministers Gerhard Stoltenberg (CDU). Nach der Beförderung zum Oberst 1990 wurde Buddes Arbeit im Ministerium durch eine einjährige Verwendung als Chef des Stabes der 5. Panzerdivision in Diez unterbrochen. Von 1991 bis 1995 diente er, wieder in Bonn, als Referatsleiter in der Personalabteilung.

### Dienst im Generalsrang
1995 übernahm Budde, im Oktober zum Brigadegeneral ernannt, das Kommando der Deutsch-Französischen Brigade in Müllheim und führte diese bis 1997. In dieser Verwendung war er vom Januar bis Juli 1997 Kommandeur der Multinational Brigade Centre der SFOR im Feldlager Rajlovac in Bosnien und Herzegowina.
Nach diesem Auslandseinsatz wurde Budde nach Geltow bei Potsdam versetzt und diente dort von 1997 bis 2001 als Chef des Stabes des IV. Korps unter den Generalleutnanten Hans-Peter von Kirchbach und Rainer Schuwirth. Anschließend wurde er im Juni 2001 zum Generalmajor ernannt und kommandierte bis 2002 in Regensburg die Division Spezielle Operationen. Von 2002 bis 2004 diente er als Chef des Stabes im Führungsstab des Heeres unter Gert Gudera. Am 4. März 2004 übernahm Budde, unter Ernennung zum Generalleutnant im April, den Posten des Inspekteurs des Heeres, der durch den Rücktritt Guderas freigeworden war.
Budde übergab sein Amt am 24. März 2010 an Generalmajor Werner Freers und wurde im Rahmen eines Großen Zapfenstreiches durch den Bundesminister der Verteidigung, Karl-Theodor zu Guttenberg, in den Ruhestand verabschiedet.

## Privates
Er ist verheiratet, hat einen Sohn und eine Tochter und ist evangelisch. Seine Tochter Annika ist als Sanitätsoffizier ebenfalls bei der Bundeswehr.

## Auszeichnungen
Budde ist Träger des Ehrenkreuzes der Bundeswehr in Gold, der Einsatzmedaille der Bundeswehr SFOR, der Legion of Merit (Commander – „Komturkreuz“), des Ordre national de la Légion d’honneur sowie seit 2009 des Verdienstkreuzes 1. Klasse der Bundesrepublik Deutschland.